# .pn
pn. هو امتداد خاص بالعناوين الإلكترونية للمواقع التي تنتمي إلى جزر بيتكيرن (مستعمرة بريطانية في المحيط الهادي).